# Sydney Patterson
Sydney „Sid“ Patterson (* 12. August 1927 in Melbourne; † 28. November 1999 ebenda) war ein australischer Bahnradsportler und vierfacher Weltmeister.
Schon als Jugendlicher gewann Sid Patterson zahlreiche australische Titel im Radsport. 1948 nahm er an den Olympischen Spielen in London teil und belegte den sechsten Platz im Zeitfahren. Auch bei den UCI-Bahn-Weltmeisterschaften 1948 war er am Start.
1949 wurde Patterson, weiterhin als Amateur, Weltmeister im Sprint und 1950 in der Einerverfolgung, nachdem er schon 1948 den zweiten Platz in dieser Disziplin belegt hatte. 1950 gewann er die Champion of Champions Trophy, 1951 den Grand Prix du Roi in Belgien.
1951 wurde er Profi. Bei der WM im selben Jahr belegte er den dritten Platz im Sprint; in den beiden folgenden Jahren konnte er jeweils den Weltmeistertitel in der Verfolgung erringen. Seine zahlreichen australischen Meistertitel gewann er in den Disziplinen Sprint, über 1 Meile, über 10 Meilen (Scratch), 1000-Meter-Zeitfahren und in der Einerverfolgung.
Ab 1954 fuhr Sid Patterson – sein Spitzname lautete „Mighty Patto“ – hauptsächlich bei Sechstagerennen. Insgesamt startete er bei 57, davon konnte er 16 mit verschiedenen Partnern gewinnen. Als Patterson 1967 vom aktiven Radsport zurücktrat, hatte er zwölfmal hintereinander einen australischen Meistertitel gewonnen. Sein Rücktritt erfolgte unmittelbar nach seinem letzten Sechstagerennen Anfang 1967 in Launceton, das er gewonnen hatte.
1962 wurde er Radsportler des Jahres in Australien. Patterson war Vater von zwei Kindern. Aus Verehrung für seinen Sechstage-Kollegen Rik Van Steenbergen nannte er seinen Sohn, der in den 1980er Jahren selbst als Radsportler aktiv war, Rik Van Patterson. Im Alter von 72 Jahren starb Sydney Patterson an Leberkrebs. Zu seinen Ehren wird in Melbourne jährlich das Bahnrennen Sid Patterson Grand Prix ausgetragen.